# Шенандоа-Фармс (Вірджинія)
Шенандоа-Фармс (англ. Shenandoah Farms) — переписна місцевість (CDP) в США, в окрузі Кларк штату Вірджинія. Населення — 4135 осіб (2020).

## Географія
Шенандоа-Фармс розташована за координатами 38°58′15″ пн. ш. 78°2′28″ зх. д. / 38.97083° пн. ш. 78.04111° зх. д. (38.970795, -78.041078).  За даними Бюро перепису населення США в 2010 році переписна місцевість мала площу 29,72 км², з яких 29,33 км² — суходіл та 0,39 км² — водойми.

## Демографія
Згідно з переписом 2010 року, у переписній місцевості мешкали 3033 особи в 1144 домогосподарствах у складі 780 родин. Густота населення становила 102 особи/км².  Було 1396 помешкань (47/км²).
Расовий склад населення:
| - 95,0 % — білих - 1,7 % — чорних або афроамериканців - 0,6 % — азіатів - 0,5 % — корінних американців |

До двох чи більше рас належало 1,9 %. Частка іспаномовних становила 2,2 % від усіх жителів.
За віковим діапазоном населення розподілялося таким чином: 25,3 % — особи молодші 18 років, 68,8 % — особи у віці 18—64 років, 5,9 % — особи у віці 65 років та старші. Медіана віку мешканця становила 35,7 року. На 100 осіб жіночої статі у переписній місцевості припадало 103,8 чоловіків;  на 100 жінок у віці від 18 років та старших — 110,7 чоловіків також старших 18 років.
Середній дохід на одне домашнє господарство  становив 88 369 доларів США (медіана — 79 412), а середній дохід на одну сім'ю — 98 507 доларів (медіана — 93 603). За межею бідності перебувало 13,6 % осіб, у тому числі 18,0 % дітей у віці до 18 років та 20,6 % осіб у віці 65 років та старших.
Цивільне працевлаштоване населення становило 1913 особи. Основні галузі зайнятості: науковці, спеціалісти, менеджери — 18,7 %, освіта, охорона здоров'я та соціальна допомога — 17,5 %, публічна адміністрація — 12,4 %, будівництво — 9,3 %.